# Oberto, conte di San Bonifacio
Oberto, conte di San Bonifacio er en opera i to akter af Giuseppe Verdi. Den italienske libretto, der bygger på en libretto af Antonio Piazza, er skrevet af Temistocle Solera. 
Operaen er Verdis første. Den blev uropført på Teatro alla Scala i Milano den 17. november 1839. Teatret vurderede operaen som værende acceptabel, og bestilte to yderligere operaer fra den unge komponist.